# Vera Miles
Vera Miles, rodným příjmením Ralston, (* 23. srpna 1929) je bývalá americká herečka.
Narodila se v Boise City v Oklahomě a vyrůstala v Kansasu. V roce 1948 se stala Miss Kansasu a následně se umístila na třetím místě v soutěži Miss America. V roce 1949 se odstěhovala do Los Angeles a zahájila hereckou kariéru. Větší role ztvárnila například ve filmech The Searchers (1956) a Muž, který zastřelil Libertyho Valance (1962). Největší úspěch zaznamenala s filmem Psycho (1960), roli si zopakovala v sequelu Psycho II (1983). Hlavní roli ztvárnila také v jedné epizodě (1960) seriálu The Twilight Zone. Hereckou kariéru ukončila v roce 1995 snímkem Oddělené životy.
Byla čtyřikrát vdaná, příjmení Miles má po svém prvním manželovi. Jejím druhým manželem byl v letech 1956–1960 herec Gordon Scott, třetím pak do roku 1971 další herec Keith Larsen.